# 가미아키쓰촌
가미아키쓰촌(上秋津村)은 와카야마현 니시무로군에 설치되었던 촌이다.